# اسب‌هراسی
اسب‌هراسی (به انگلیسی: Equinophobia) یا (به انگلیسی: hippophobia) به ترس و هراس از اسب گفت می‌شود. «Equinophobia» از کلمه یونانی φόβος (phóbos) به معنای «ترس» و کلمه لاتین equus به معنای «اسب» گرفته شده‌است. «hippophobia» نیز از کلمه یونانی phóbos با پیشوندی که از کلمه یونانی برای اسب گرفته شده‌است، ἵππος (híppos) مشتق شده‌است.

## علائم
فردی که از اسب‌هراسی رنج می‌برد، هنگامی که به اسب فکر می‌کند یا نزدیک به یک اسب می‌شود، می‌تواند علائمی مانند لرزیدن، احساس ترس و وحشت، گریه، حالت تهوع، تنگی نفس یا اضطراب از خود بروز بدهد. مبتلایان به این هراس ممکن است از سایر حیوانات مثل خر یا قاطر نیز بترسند.

## علل
تجربیات و خاطرات منفی با اسب‌ها در دوران کودکی ممکن است باعث ایجاد این هراس بشوند. این هراس ممکن است با افتادن از اسب نیز ایجاد شود (برای مثال کریستوفر ریو، بازیگری که برای بازی در نقش سوپرمن شناخته می‌شود، از اسب افتاد و این اتفاق باعث شکستگی گردن او شد و تا پایان عمر از گردن به پایین فلج شد). در بسیاری از موارد، افراد شروع به اجتناب و دوری از اسب می‌کنند که این به تدریج از یک ترس ساده به یک هراس جدی تبدیل می‌شود.
این هراس همچنین می‌تواند ناشی از یک ترس ساده از خود حیوان باشد. اندازه بزرگ و وزن حیرت‌آور یا دندان‌های بزرگ اسب ممکن است برخی افراد، به‌ویژه کودکان را بترساند.
نمایش‌های رسانه‌ای منفی از اسب‌ها و اسب‌های نر، ممکن است بر ترس فرد بیفزاید.

## درمان
راه‌های درمانی زیادی برای این هراس در دسترس است. درمان رفتاری-شناختی یکی از این درمان‌ها است. در این روش، بر ترس‌های فرد و دلیل وجود آنها تمرکز می‌شود. سعی می‌شود فرآیندهای فکری پشت ترس فرد را تغییر داده و به چالش بکشند. مطالعات نشان داده‌است که این درمان در افراد مبتلا به اسب‌هراسی مؤثر بوده‌است.
متقاعد کردن بیمار به اینکه اسب‌ها تهدیدی برای انسان‌ها نیستند و حتی انسان‌ها نیز شکارچی اسب‌ها بوده‌اند، می‌تواند کمک کننده باشد. در دوران پارینه‌سنگی اسب‌های وحشی منبع غذایی مهمی برای انسان‌ها بوده‌است. در بسیاری از نقاط اروپا، مصرف گوشت اسب در سراسر قرون وسطی تا دوران مدرن ادامه یافت. علیرغم ممنوعیت مصرف گوشت اسب توسط پاپ در سال ۷۳۲.

## افراد سرشناس مبتلا به اسب‌هراسی
- اریک بری، بازیکن فوتبال آمریکایی[۹][۱۰]
- کریستن استوارت، بازیگر آمریکایی[۱۱]
- رابرت پتینسون، بازیگر بریتانیایی[۱۲]